# Waste Management (företag)
Waste Management, Inc. är ett amerikanskt företag inom återvinning och har verksamheter i Kanada, Puerto Rico och USA. De sköter avfallshantering åt fler än 20 miljoner privatkunder och fler än två miljoner företagskunder. WM har till sitt förfogande 346 återvinningscentraler, 293 aktiva soptippar, 146 förbränningsanläggningar, 111 biogasanläggningar och sex kraftverk. De är USA:s största återvinningsföretag.
Företaget grundades den 1 januari 1968 i Chicago i Illinois av Dean Buntrock och entreprenören Wayne Huizenga.
För 2018 hade Waste Management en omsättning på nästan $15 miljarder och en personalstyrka på omkring 43 700 anställda. Deras huvudkontor ligger i Houston i Texas.